# George Stigler
George Stigler, född 17 januari 1911 i Renton, Washington, död 1 december 1991 i Chicago, Illinois, var en amerikansk nationalekonom som belönades med Sveriges Riksbanks pris i ekonomisk vetenskap till Alfred Nobels minne 1982.

## Biografi
Fadern var av tysk börd med rötterna i Bayern och modern var född i Kungariket Ungern.
Stigler studerade vid University of Washington där han tog examen 1931, därefter tog han en examen i företagsekonomi vid Northwestern University 1932 och en doktorsexamen (Ph.D.) i nationalekonomi vid University of Chicago 1938. Hans avhandlingsämne var produktions- och distributionsteoriernas historia från 1870 till 1915 och han hade Frank H. Knight som handledare.
Stigler undervisade vid Iowa State College 1936–1938, vid University of Minnesota 1938–1946, vid Brown University 1946–1947, vid Columbia University 1947–1958 och vid University of Chicago från 1958, där han var Charles R. Walgreen distinguished service professor of American institutions från 1963 till sin pensionering 1981.

## Insatser inom nationalekonomi
Stigler studerade hur information påverkade ekonomin, vilket var ett betydelsefullt bidrag till förståelsen av hur effektiva marknader fungerar.
Han studerade också offentliga regleringar och drog slutsatsen att de i gynnsamma fall har liten påverkan och att denna påverkan ofta är till skada för konsumenters intressen.
Några av Stiglers kända verk är The Theory of Price (1942), en lärobok i mikroekonomi, The Intellectual and the Market Place (1964), Essays in the History of Economic Thought (1965), The Citizen and the State (1975) samt The Economist as Preacher, and Other Essays (1982).
För sina insatser inom nationalekonomin belönades Stigler med Sveriges Riksbanks pris i ekonomisk vetenskap till Alfred Nobels minne 1982 med motiveringen "för hans banbrytande studier av marknaders funktionssätt och strukturer samt offentliga regleringars orsaker och effekter".